# Меркушов Артем Альбертович
Артем Альбертович Меркушов (нар. 7 червня 1996, Маріуполь, Україна) — український футболіст, півзахисник.

## Життєпис

### Юнацькі роки
У чемпіонаті України (ДЮФЛ) захищав кольори команд «Іллічівець» (Маріуполь) та «Шахтар» (Донецьк), де загалом провів 78 матчів та відзначився 54-ма голами. Також в 2012—2013 роках під керівництвом Олега Кузнецова та Олександра Головка виступав за юнацьку збірну України до 16 та 17 років. Брав участь у різних відбіркових змаганнях до чемпіонату Європи, за цей період у футболці юнацьких національних збірних України провів 12 ігор, в яких двічі вражав ворота суперника.
У 2014 році підписав контракт із донецьким «Шахтарем», де протягом сезону виступав у першості України U-19 та в другій лізі України за «Шахтар-3». Також Артем грав за донецьку команду і в Юнацькій лізі УЄФА, де разом з командою зміг дістатися до фінального матчу цього турніру, проте підопічні Валерія Кривенцова зазнали поразка 2:3 від лондонського «Челсі». Загалом в юнацькій першості України (клуби: «Іллічівець» та «Шахтар») провів 34 матчі та забив 9 голів, ще 4 матчі зіграв у єврокубковому турнірі.

### Клубна кар'єра
У 2015 році підписав контракт із першоліговим клубом «Суми», за який виступав до завершення 2016 року. За цей проведений час записав до свого активу 32 офіційних гри, із них 31-а в
першій українській лізі та одне кубкове протистояння. Із сезону 2017/18 виступав за рідний ФК «Маріуполь», де був основним гравцем у молодіжній команді. До зимового міжсезоння провів 18 матчів (3 голи) в молодіжній першості (U-21) та із наступного року став гравцем житомирського «Полісся». Спочатку виступав у друголіговій команді як основний гравець, проте після того як Анатолій Безсмертний змінив на тренерському містку Олександра Призетка Артем втратив місце в основному складі та в зимове міжсезоння залишив команду, провівши при цьому 15 офіційних матчів (14 у чемпіонаті та 1 кубковий поєдинок).
В січні 2019 року був на перегляді у лідера друголігової першості ФК «Кремінь» (Кременчук), проте вже у березні того ж року підписав контракт з чернівецьким футбольним клубом «Буковина». Але на початку квітня, перед стартом весняної частини чемпіонату, чернівецька команда за обопільною згодою сторін припинила із ним співпрацю. Проте Артем залишився на території Буковинського краю та виступає за один із найсильніших аматорських клубів чемпіонату Чернівецької області: «Волока» (в 2019, 2022) та «Довбуш» (в 2020—2021). Також паралельно став і тренером, а саме працює в ДЮСШ «Спарта» (Чернівці).

## Досягнення
«Шахтар U-19» (Донецьк)
- Фіналіст Юнацької ліги УЄФА (1): 2014/15
- Переможець Юнацької першості України (1): 2014/15

ФК «Волока»
- Чемпіон Чернівецької області (1): 2019
- Володар Кубка Чернівецької області (1): 2019
- Володар Суперкубка Чернівецької області (1): 2019
- Найкращий бомбардир чемпіонату Чернівецької області (1): 2019 (16 голів[6])

«Довбуш» (Чернівці)
- Чемпіон Чернівецької області (1): 2020
- Фіналіст Кубка Чернівецької області (1): 2020

## Статистика
Станом на 2 березня 2019 року
| Сезон     | Команда                  | Чемпіонат           | Чемпіонат | Чемпіонат | Кубок | Кубок | Кубок | Єврокубки         | Єврокубки | Єврокубки |
| Сезон     | Команда                  | Змаг.               | Матчі     | Голи      | Змаг. | Матчі | Голи  | Змаг.             | Матчі     | Голи      |
| --------- | ------------------------ | ------------------- | --------- | --------- | ----- | ----- | ----- | ----------------- | --------- | --------- |
| 2013—2014 | «Іллічівець» (Маріуполь) | Прем'єр-ліга (U-19) | 16        | 3         | —     | —     | —     | —                 | —         | —         |
| 2014—2015 | «Шахтар» (Донецьк)       | Прем'єр-ліга (U-19) | 18        | 6         | —     | —     | —     | Юнацька ліга УЄФА | 4         | 0         |
| 2014—2015 | «Шахтар-3»               | Друга ліга          | 3         | 1         | —     | —     | —     | —                 | —         | —         |
| 2015—2016 | «Суми»                   | Перша ліга          | 18        | 1         | —     | —     | —     | —                 | —         | —         |
| 2016—2017 | «Суми»                   | Перша ліга          | 13        | 0         | КУ    | 1     | 0     | —                 | —         | —         |
| 2017—2018 | «Маріуполь»              | Прем'єр-ліга (U-21) | 18        | 3         | —     | —     | —     | —                 | —         | —         |
| 2017—2018 | «Полісся» (Житомир)      | Друга ліга          | 8         | 2         | —     | —     | —     | —                 | —         | —         |
| 2018—2019 | «Полісся» (Житомир)      | Друга ліга          | 6         | 0         | КУ    | 1     | 0     | —                 | —         | —         |